# Marc Ford
Marc Ford Nació en Los Ángeles, California, el 13 de abril de 1966 es un guitarrista de Blues-Rock.

## Historia

### Burning Tree
Marc Ford comenzó su carrera a finales de los años 1980 formando Burning Tree con Mark Dutton en el bajo y Doni Gray en la batería, un trío de rock con el que graban un disco en 1990 para Epic Records. El disco fracasó en las listas de ventas, pero la banda se sumergió en una extensa gira por Estados Unidos teloneando a The Black Crowes.

### The Black Crowes
Su talento y extraordinaria sensibilidad tocando su instrumento no pasó desapercibido para los hermanos Robinson, que le brindaron la oportunidad de unirse al grupo tras el despido de Jeff Cease.
A partir de ahí, cualquiera que haya seguido medianamente a fondo la escena del rock americano de los 90 conocerá la historia. Marc Ford grabó tres maravillosos discos The Southern Harmony an Musical Companion (1992) Amorica (1994) y Three Snakes and One Charm (1996). Para muchos, quizá el mejor momento de forma de la banda.Pero no fue todo un camino de rosas, debido al gran éxito y la extensas giras, Marc Ford tuvo problemas con las drogas y terminó abandonando el grupo en (1997), frenando su meteórica ascensión.

### Carrera en Solitario
It's About Time, su primer álbum, data de 2002, y es un brillantísimo manual de cómo hacer música de cantautor sin caer en el tedio. Así, a su natural inclinación de guitarrista de rock y blues se le unió un intimismo y una sensibilidad bien entendidas, y con canciones inspiradísimas como Hell Or Highwater demostró que continúa en plena forma.
Cinco años después, y tras un fugaz paso por su antigua banda para una gira, acaba de publicar Weary And Wired, donde los matices y la exquisitez de su primer álbum han dado paso a un rock más grueso y espontáneo, pero sin perder un ápice de calidad.

## Discografía
- Burning Tree con Burning Tree (1990)
- The Southern Harmony and Musical Companion con The Black Crowes (1992)
- Amorica con The Black Crowes (1994)
- Three Snakes and One Charm con The Black Crowes (1996)
- It's About Time (2003)
- Freak 'n' Roll...Into the Fog con The Black Crowes (2005)
- The Lost Crowes con The Black Crowes (2006)
- Weary and Wired (2007)
- Begins con Blue Floyd (2008)
- Marc Ford and the Neptune Blues Club (2008)
- Melody and Grace con The Steepwater Band (2008)
- Signal Hill Revival con Chris Lizotte (2009)
- Fuzz Machine (2010) Solo editado mediante descarga digital.

- Datos: Q911803